# 格勒迪希
格勒迪希（德语：Grödig）是奧地利的城鎮，位於該國中部，由薩爾茨堡州負責管轄，面積23平方公里，海拔高度446米，該地區自青銅時代有人類居住，2012年人口7,008。